# Älgkalvstjärnen
Älgkalvstjärnen är en sjö i Bräcke kommun i Jämtland och ingår i Ljungans huvudavrinningsområde. Sjön har en area på 0,0549 kvadratkilometer och ligger 322 meter över havet.

## Delavrinningsområde
Älgkalvstjärnen ingår i det delavrinningsområde (698968-151321) som SMHI kallar för Utloppet av Hemsjön. Medelhöjden är 311 meter över havet och ytan är 21,97 kvadratkilometer. Räknas de 17 avrinningsområdena uppströms in blir den ackumulerade arean 136,91 kvadratkilometer. Ljungån som avvattnar avrinningsområdet har biflödesordning 3, vilket innebär att vattnet flödar genom totalt 3 vattendrag innan det når havet efter 152 kilometer. Avrinningsområdet består mestadels av skog (65 procent). Avrinningsområdet har 4,07 kvadratkilometer vattenytor vilket ger det en sjöprocent på 18,5 procent.